# Chionea (Chionea) albertensis
Chionea (Chionea) albertensis is een tweevleugelige uit de familie steltmuggen (Limoniidae). De soort komt voor in het Nearctisch gebied.